# Dąbrowica Duża
Dąbrowica Duża es un pueblo ubicado en la gmina Tuczna, distrito de Biała Podlaska, voivodato de Lublin, Polonia.

## Superficie
Cuenta con una superficie de 8,980 kilómetros cuadrados.

## Demografía
Hasta 2011 la población era de 310 habitantes, con una densidad de población de 34,52 habitantes por kilómetro cuadrado. Estaba conformada por 147 hombres (47,4%) y 163 mujeres (52,6%), según el censo de la Oficina Central de Estadística.